# Орден Железного Рыцаря
Орден Железного рыцаря — военная награда Рады БНР.

## История
Приказ утвержден 1 сентября 1949 года указом Президента Рады БНР Николая Абрамчика. Орден Железного Рыцаря предназначался для «отмечания военных или воинских заслуг» и являлся наградой за «большие военные подвиги». Право награждать этой наградой имел главнокомандующий белорусской армией или, в мирное время, бывший главнокомандующий. Однако в начале 1950-х главнокомандующего не было, поэтому «главу ордена Железного рыцаря» временно заменил Президент Рады БНР. Устав ордена был утвержден и вступил в силу 6 августа 1951 года.
Однако пока неизвестно, была ли произведена эта награда или она так и осталась только проектом. В номере белорусской газеты «Бацькаўшчына» (рус. «Отчизна») от 24 февраля 1952 года, издававшемся в Мюнхене, был представлен только схематичный рисунок ордена, а также статут. В этом издании были и другие награды БНР. По данным той же газеты, этой медалью уже награждены:
- Михаил Витушко — орден Железного рыцаря 3-й степени;
- Всеволод Родзько — орден Железного рыцаря 3-й степени;
- Майор Саха — орден Железного рыцаря 4-й степени;
- а также три командира отдельных отделений и один офицер связи — ордена Железного рыцаря 4-й степени[1].

В 2023 г. произведено первое известное награждение с 1952 г. Посмертно орденом был награждён Мирослав Лозовский, воевавший в полку имени Кастуся Калиновского на стороне ВСУ.

## Описание
Орден Железного Рыцаря имеет четырёхконечный крест с двумя скрещенными саблями посередине. Орден изготавливается из золота, серебра или бронзы, сабля на нем из того же материала, что и орден. На лямках креста буквы « Б. Н. Р.» Оборотная сторона ордена такая же, как и лицевая, но без букв и сабли и с порядковым номером. Лента красного (темного) и землистого (коричневого) цветов, состоящая из треугольника. На ленте две скрещенные сабли, как на ордене.

## Степени
Орден делился на пять классов, а также:
- Большой крест
- Командорский крест
- Кавалерийский крест
- Золотой крест ордена Железного рыцаря
- Серебряный крест ордена Железного рыцаря